# Shun (gemål)
Shun, född 1748, död 1790, var en kinesisk adelskvinna, gemål till Qianlong-kejsaren. Hon fick aldrig titeln kejsarinna, men spelade denna roll utan att ha titeln 1775–1788.

## Biografi
Shun var dotter till guvernör Aibida och tillhörde en släkt med många respekterade personligheter. 
Shun blev medlem i Kinas kejserliga harem i den förbjudna staden i Peking 1766 som gemål av sjätte rangen. Kejsarmodern föreslog att kejsaren skulle utnämna Shun till kejsarinna, en position som då stod tom, men kejsaren avböjde förslaget, förklarade att han inte skulle utse någon ny kejsarinna och föredrog att kejsarinnans uppgifter sköttes av Ling (konkubin). 
Shun fick inga barn. Hon blev en av kejsarens favoriter, och var en av de gemåler han tog med på sin officiella resa 1771. När kejsarens högst rankade gemål Ling avled 1775, fick Shun en framträdande ställning. Hon befordrades till gemål av fjärde rangen, och utförde kejsarinnans uppgifter. Bland dessa var att leda Silkesmaskens ceremoni, en ritual som normalt utfördes av kejsarinnan, och som Shun utförde 1780.
År 1788 uppstod en konflikt av okänt slag med kejsaren och Shun förlorade sin framträdande position. Hon fråntogs sin plats som de facto kejsarinna och blev återigen en gemål av endast sjätte rangen.